# Megapan
Megapan (grč. Megapanus) je bio jedan od zapovjednika u Kserksovoj vojsci prilikom pohoda protiv Grčke (480. pr. Kr.) gdje je predvodio kontigente hirkanijskih vojnika. Povjesničar Herodot spominje kako je kasnije služio kao satrap Babilonije, no detalji o njegovom životu nisu poznati. Moguće je kako je na mjestu babilonijskog satrapa naslijedio Zopira, koji je ubijen tijekom babilonijske pobune 484. pr. Kr., ili pak njegova sina Megabiza II. koji je ugušio istu pobunu. Kao sljedeći satrap u Babilonu spominje se Kserksov sin Artarije, no nije poznato je li direktno naslijedio Megapana ili je u međuvremenu vladao neki drugi satrap.

## Poveznice
- Kserkso
- Grčko-perzijski ratovi
- Babilonija

## Vanjske poveznice
- Herodot: „Povijesti“, VII. 62.